# Лесное (Приморский край)
Лесно́е — село в Лесозаводском городском округе Приморского края.

## География
Село Лесное расположено на перекрёстке автотрассы «Уссури» (405-й км) и автодороги Р449, ведущей к Лесозаводску.
Расстояние до районного центра Лесозаводск (на запад) около 10 км.

## Население
| 2002 | 2007 | 2010 |
| ---- | ---- | ---- |
| 313  | ↗328 | ↘292 |

## Улицы
- ул. Автозаправочная,
- ул. Маяковского,
- ул. Школьная,

## Экономика
Жители занимаются сельским хозяйством.

## Инфраструктура
В окрестностях села Лесное находятся садово-огородные участки жителей Лесозаводска.